# 路易吉·法克塔
路易吉·法克塔（義大利語：Luigi Facta；1861年11月16日—1930年11月5日），是一位意大利政治家，新闻工作者和意大利在贝尼托·墨索里尼统治之前的最后一任首相。
法克塔出生在意大利都灵省皮埃蒙特大区的皮内罗洛。他学习法律并成为一名记者，1892年被选举为皮内罗洛的意大利众议院议员从而走上从政之路，在议员位子上做了30年。他是意大利自由党的一名成员，他在国会的大部分时间担任联合政府的司法和内政部副部长。他也是1910-1914和1920-1921年的财政部长。第一次世界大战爆发时，法克塔支持意大利中立，但是当意大利加入一战后转而支持战争。他的儿子在战争中身亡，他称为将自己的儿子贡献给他的祖国而感到自豪。
法克塔在1922年2月被任命为意大利首相。当时意大利正处在政治混乱中，并且在处理墨索里尼的法西斯党的暴动。当墨索里尼决心向罗马进军时，法克塔做出回应并想要宣布戒严令和派遣军队阻止墨索里尼，而这一宣布在生效前需要君主的签署。法克塔总是拒绝解释导致国王维托里奥·伊曼纽尔三世不签署紧急状态公告的秘密原因。接下来的日子法克塔和他的政府顺从地展示他们没有批准国王的决定。国王随后授权墨索里尼组织一个新的政府。
1924年，国王维托里奥·伊曼纽尔三世任命法克塔为参议员。
法克塔于1930年在皮内罗洛逝世，公众相信他过于软弱和忠于国王，因而未能扮演一个更积极阻止墨索里尼和法西斯主义兴起的角色。